# 摩特·庫珀
莫頓·塞西爾·庫珀（英語：Morton Cecil Cooper，1913年3月2日—1958年11月17日），為美國職棒大聯盟的投手。生涯曾效力過紅雀、勇士、巨人與小熊等隊。他身高188公分，體重95公斤。他於1942年拿下國聯MVP。而他的弟弟沃克·庫珀也是一名大聯盟選手。他們兄弟檔更是曾在1942年和1943年的明星賽中擔任先發投捕搭檔。

## 生平
1933年，庫珀與紅雀簽約。1938年球季末，庫珀登上大聯盟。1939年，庫珀在菜鳥年投出12勝6敗。1940年與1941年，他合計投出24勝21敗。
1942年，庫珀投出22勝7敗，防禦率僅1.78。這一年他同時拿下勝投王、防禦率王以及國聯MVP。他也是紅雀在1942年與1944年奪冠的功臣之一。
1945年球季開打前，他和弟弟沃克·庫珀都獲得紅雀隊的續約。不過他該年僅先發3場比賽就被交易至勇士。後來他因為手肘傷勢導致他該年僅拿下9勝4敗。1946年，他拿下13勝11敗。1947年，他在勇士拿下2勝5敗後，被交易至巨人隊。不過他在巨人僅拿下1勝5敗，1948年更是因為手部傷勢而整季未出賽。
1949年，他只在小熊隊以後援投手身分出賽1場比賽。不過他並未解決任何一名打者就掉了3分。總計他職業生涯共拿下128勝75敗，防禦率2.97，913次三振。另外他也有1成94的打擊率，50次得分，6支全壘打與68分打點。
2019年4月25日，庫珀入選紅雀隊的名人堂。

## 個人生活
庫珀有一個兒子叫做Lonnie。而他和他妻子在1945年離婚。
1950年代，庫珀定居在休士頓。1958年，他因為肝硬化以及病毒感染去世，享年僅45歲。

## 外部連結
- 球員資訊和成績在MLB ，ESPN ，Retrosheet ，Baseball Reference ，Baseball Reference (Minors) ，Fangraphs，The Baseball Cube （英文）